# کوسلر
کوسلر یا کوسلی روستایی در دهستان جعفربای شرقی بخش گلدشت شهرستان گمیشان استان گلستان ایران است.

## جمعیت
بر پایه سرشماری عمومی نفوس و مسکن در سال ۱۳۹۵ جمعیت این مکان ۲۶۶ نفر (۶۴خانوار) بوده‌است.